# كينكيتشي سايتو
كينكيتشي سايتو (مواليد 2 يناير 1895) هو سبّاح ياباني، مثّل بلاده في الألعاب الأولمبية الصيفية 1920.

## روابط خارجية
كينكيتشي سايتو على موقع أوليمبيديا (الإنجليزية)